# Centostazioni
Centostazioni S.p.A. era una società per azioni nata per riqualificare, valorizzare e gestire 103 stazioni italiane, con azionista di maggioranza Ferrovie dello Stato Italiane; il 15 novembre 2016 divenne al 100% di Ferrovie dello Stato in seguito al riacquisto delle azioni. Il 16 luglio 2018 è stata fusa in RFI.

## Storia
L'azienda fu costituita nel 2001 come "Medie Stazioni S.p.A.". Nel 2002 la cordata privata "Archimede 1" costituita dagli azionisti Società Aeroporto di Venezia S.p.A. con il 40,5%, Manutencoop S.c.a.r.l. con il 40,5%, Banco Popolare con il 15%, Pulitori ed Affini S.p.A. con il 4%, si aggiudicò il 40% del pacchetto azionario.
Il 15 novembre 2016 Ferrovie dello Stato riacquistò il 40% dal socio privato per 65,6 milioni di Euro.
Nel marzo 2018 Centostazioni fece nascere, attraverso un'operazione di spin off, Centostazioni Retail in cui far confluire le aree commerciali e gli spazi pubblicitari nell'ambito del progetto di Smart station, e arrivare a gestire oltre 600 stazioni in modo unitario.
Il 16 luglio 2018 Centostazioni è stata definitivamente fusa e incorporata in Rete Ferroviaria Italiana del gruppo Ferrovie dello Stato italiane.

## Attività
L'impegno principale dell'azienda era la riqualificazione, valorizzazione e gestione di 103 stazioni ferroviarie di medio-grandi dimensioni.
Nelle 103 stazioni operano oltre 500 attività commerciali e di servizio, su un totale di 126 000 metri quadrati di spazi commerciali; la distribuzione merceologica attuale vede il 46% dedicato al retail, il 28% ai servizi e il 26% alla ristorazione. I ricavi operativi dell'esercizio 2013 ammontarono a 82 milioni di euro. Nel 2017 furono di circa 80 milioni.

## Bilancio 2010
Nel 2010 Centostazioni S.p.A. ottenne ricavi operativi per 76,69 milioni, di cui:
- 33,46 milioni da canoni di locazione
- 29,03 milioni dal riaddebito di oneri condominiali
- 4,48 milioni da servizi immobiliari
- 4,39 milioni dalla vendita di spazi pubblicitari
- 3,26 milioni da altri ricavi
- 2,04 milioni da servizi di ingegneria

Ebitda di 19,6 milioni, Ebit a 15,58 milioni, utili per 9,74 milioni. Debiti per 10,39 milioni, 50,91 milioni il valore di immobili, impianti e macchinari, 124 dipendenti.
Gli interventi previsti da Centostazioni nel 2010 in 82 stazioni di competenza (più altre 5 di RFI) ammontavano a 152,9 milioni di euro, di cui 127,1 già investiti.

## Stazioni in gestione

### Abruzzo

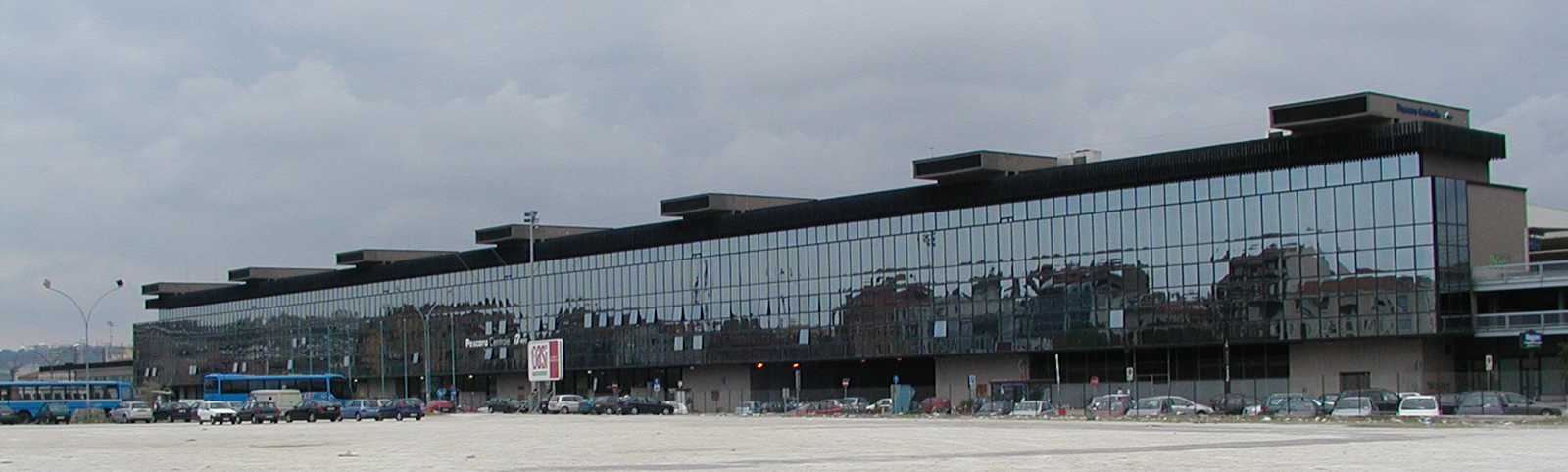
Pescara Centrale, Abruzzo

3 stazioni:
- L'Aquila
- Chieti
- Pescara Centrale

### Basilicata
1 stazione:
- Potenza Centrale

### Calabria

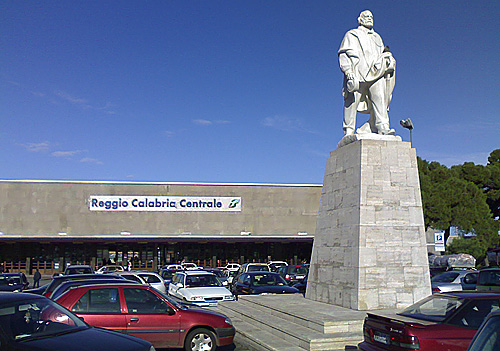
Reggio Calabria Centrale, Calabria

3 stazioni:
- Catanzaro Lido
- Reggio Calabria Centrale
- Villa San Giovanni

### Campania

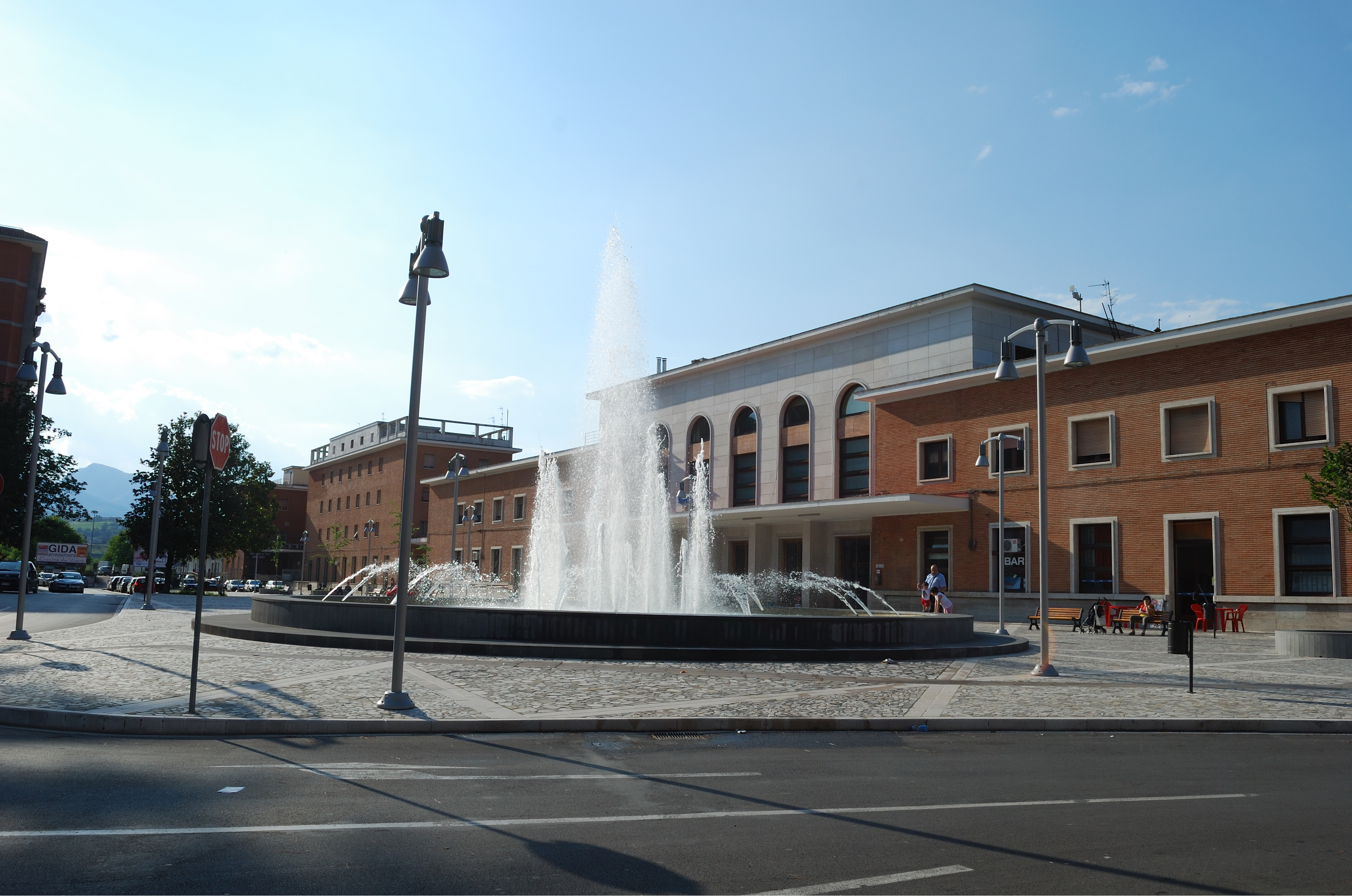
Benevento, Campania

6 stazioni:
- Aversa
- Benevento
- Caserta
- Napoli Campi Flegrei
- Napoli Mergellina
- Salerno

### Emilia-Romagna

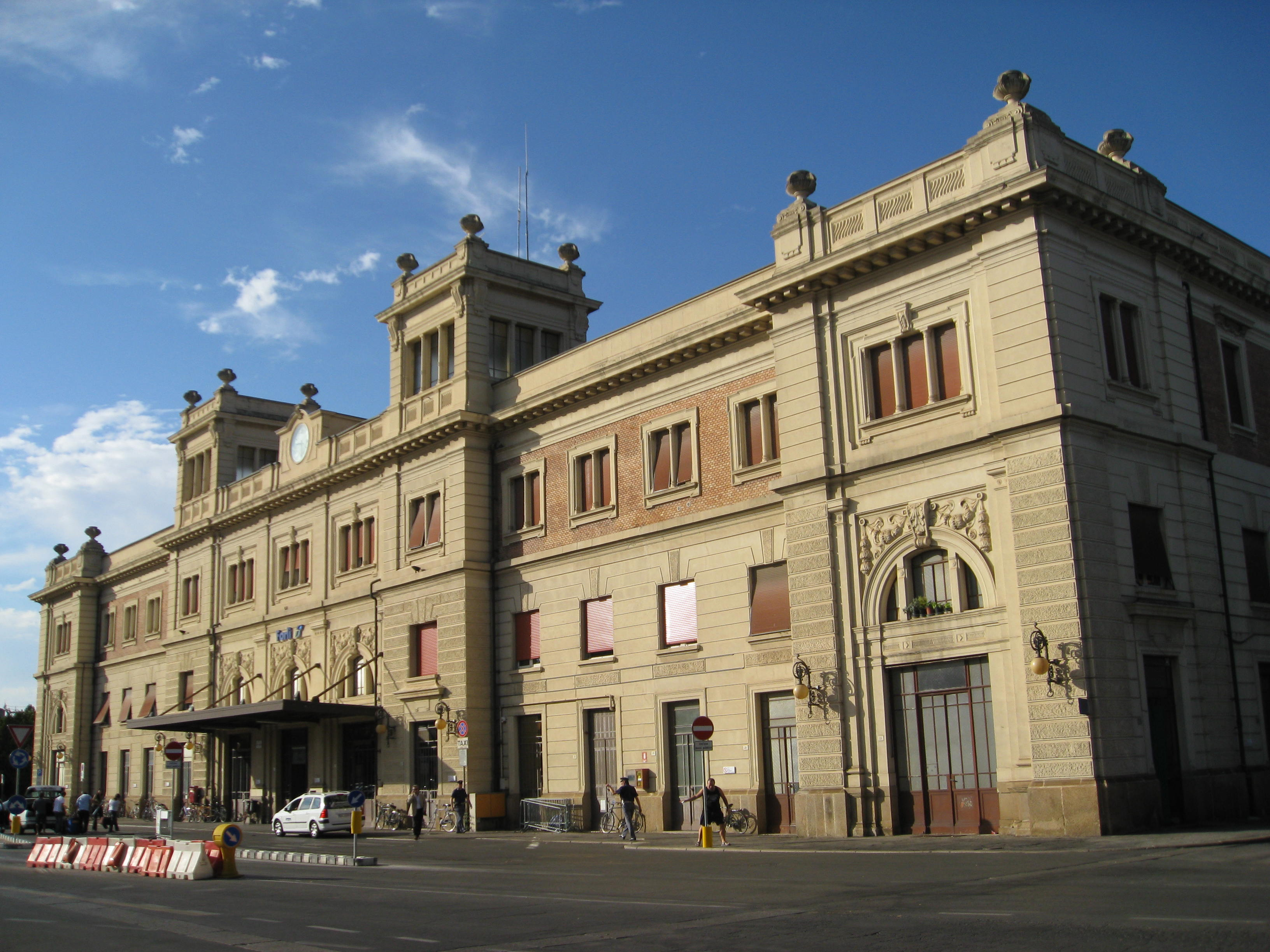
Forlì, Emilia-Romagna

10 stazioni:
- Cesena
- Faenza
- Ferrara
- Forlì
- Modena
- Parma
- Piacenza
- Ravenna
- Reggio Emilia
- Rimini

### Friuli-Venezia Giulia

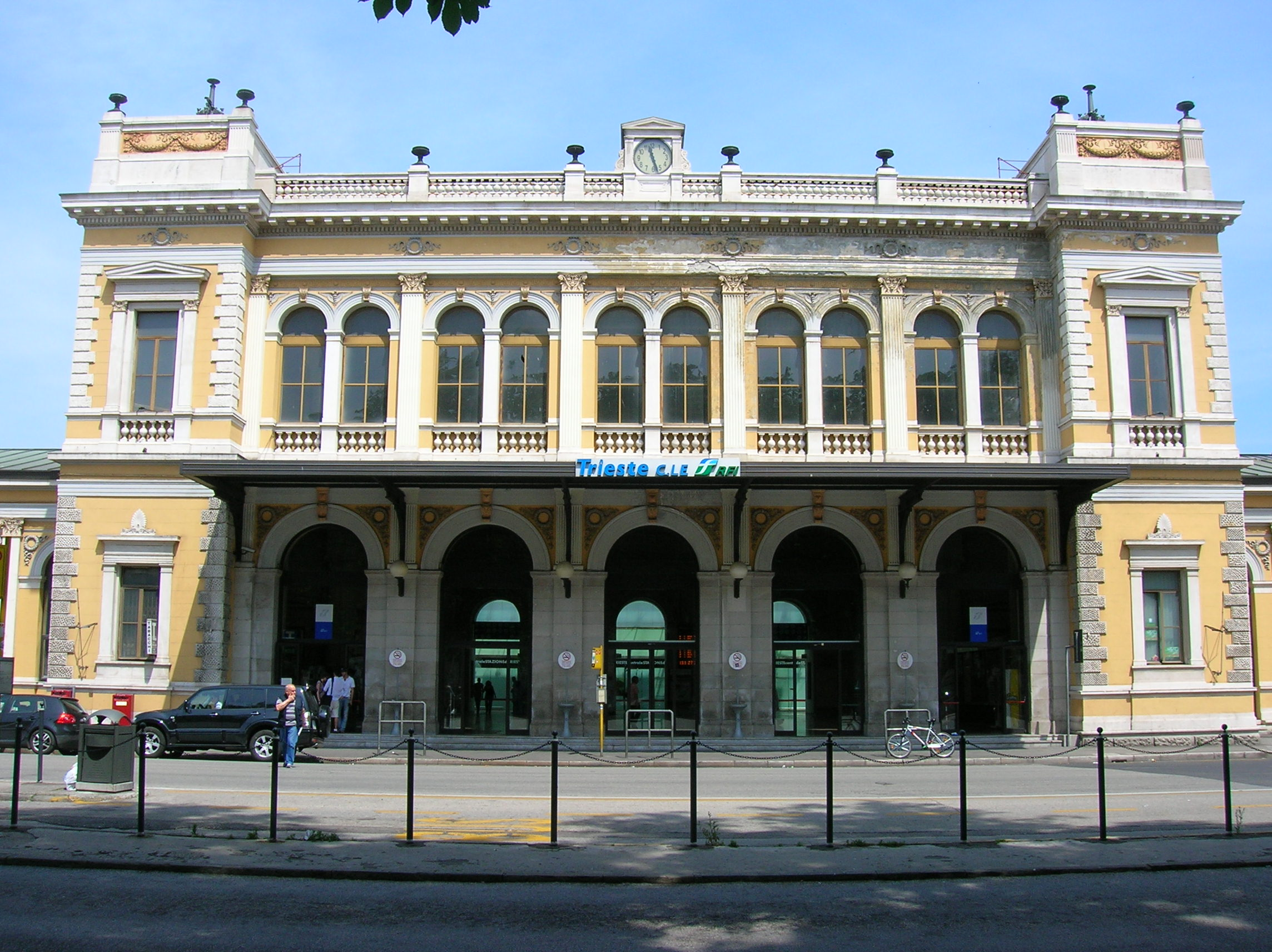
Trieste Centrale, Friuli Venezia Giulia

5 stazioni:
- Gorizia Centrale
- Monfalcone
- Pordenone
- Trieste Centrale
- Udine

### Lazio

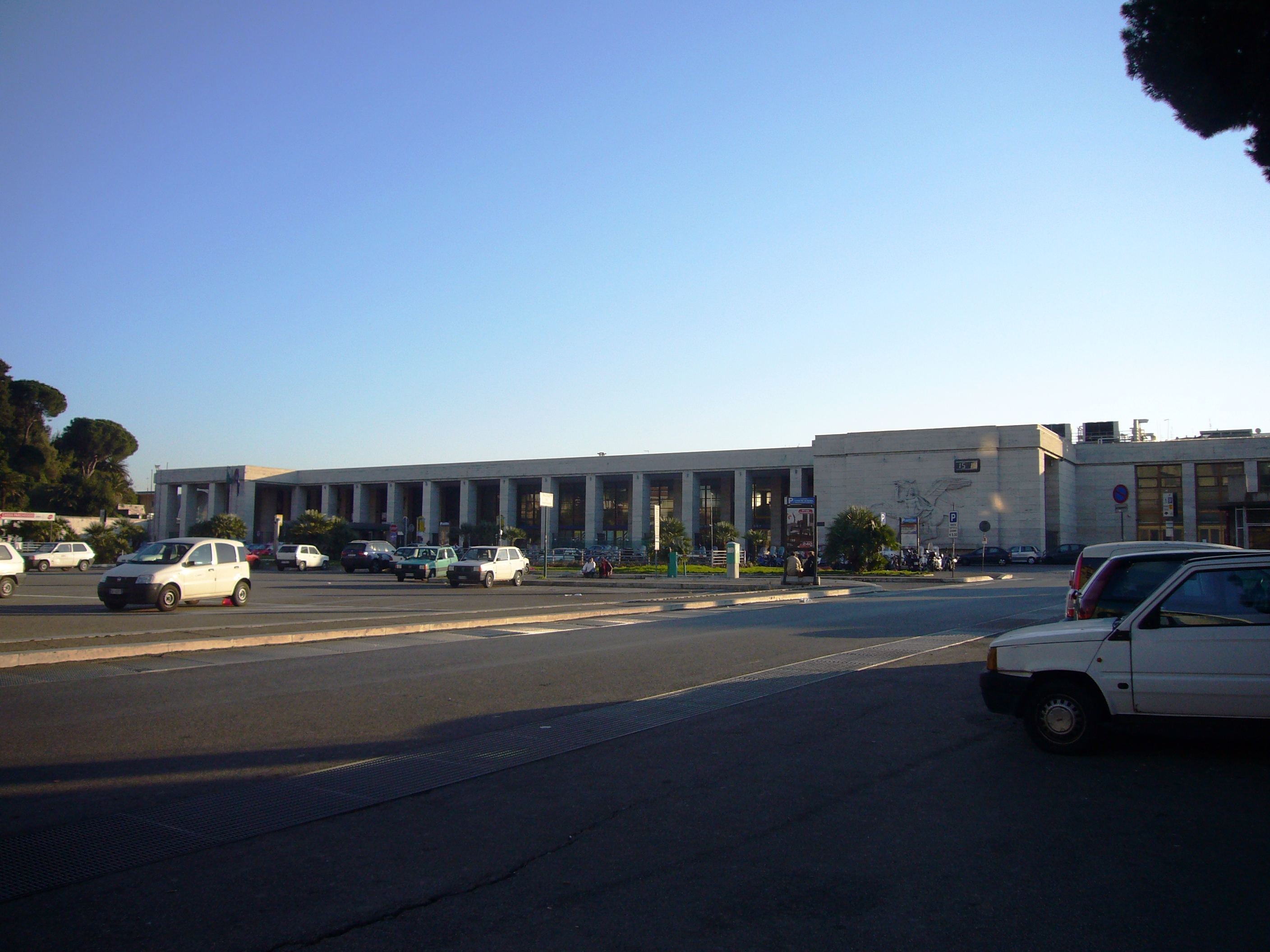
Roma Ostiense, Lazio

5 stazioni:
- Civitavecchia
- Formia-Gaeta
- Orte
- Roma Ostiense
- Roma Trastevere

### Liguria

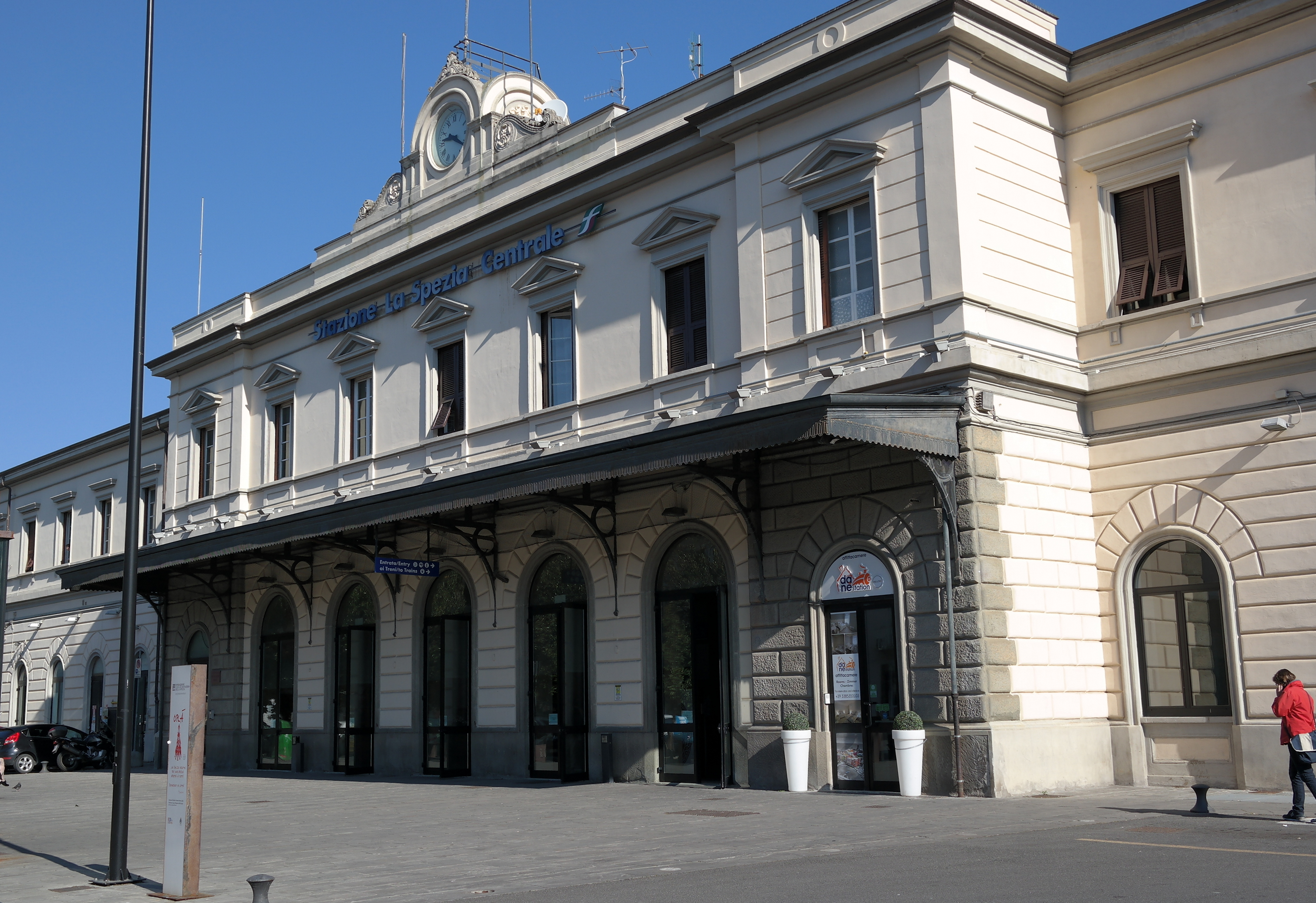
La Spezia Centrale, Liguria

8 stazioni:
- Chiavari
- Genova Sampierdarena
- Imperia Porto Maurizio
- La Spezia Centrale
- Rapallo
- Sanremo
- Savona
- Ventimiglia

### Lombardia

Brescia, Lombardia

18 stazioni:
- Bergamo
- Brescia
- Como San Giovanni
- Cremona
- Desenzano del Garda-Sirmione
- Gallarate
- Lecco
- Lodi
- Mantova
- Milano Lambrate
- Milano Porta Garibaldi
- Milano Rogoredo
- Monza
- Pavia
- Sondrio
- Treviglio
- Varese
- Voghera

### Marche
4 stazioni:
- Ancona
- Ascoli Piceno
- Macerata
- Pesaro

### Molise

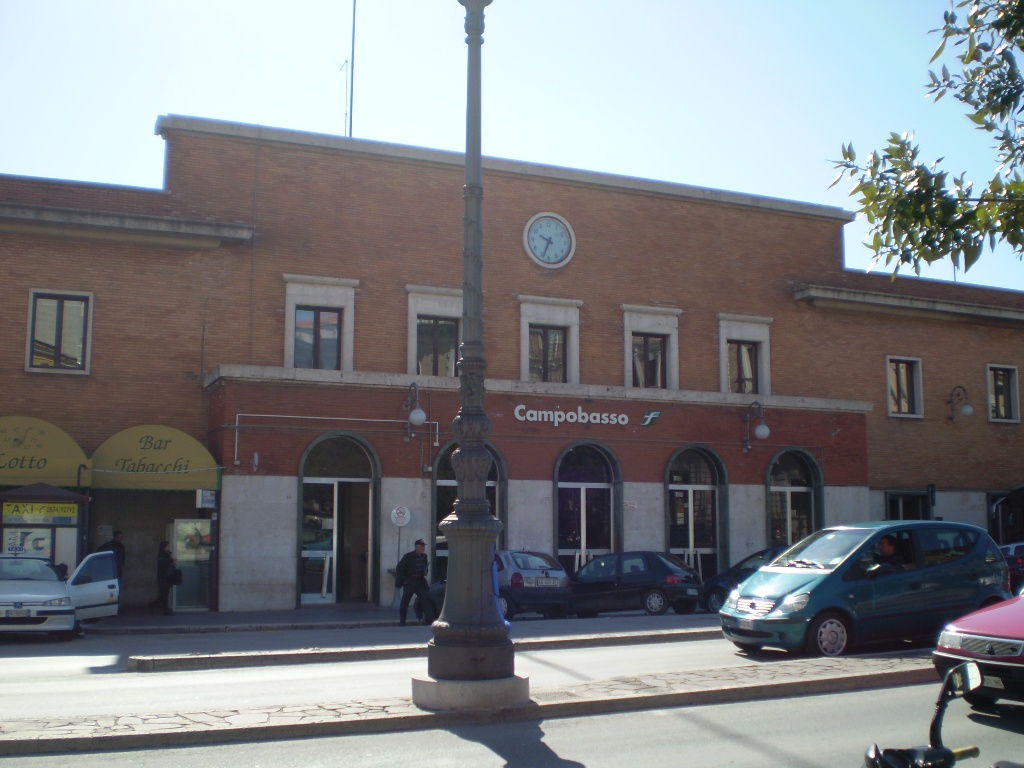
Campobasso, Molise

2 stazioni:
- Campobasso
- Termoli

### Piemonte

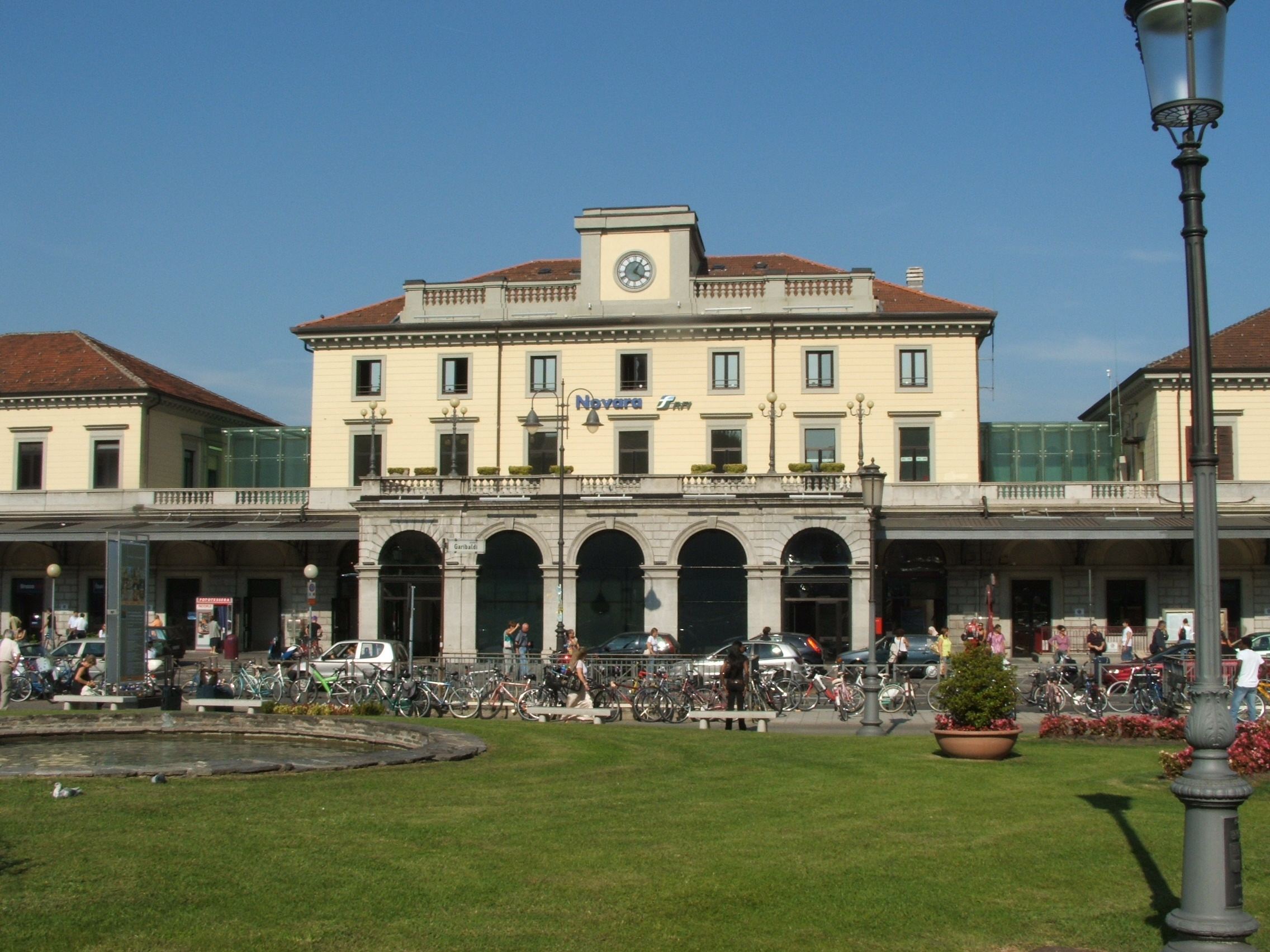
Novara, Piemonte

8 stazioni:
- Alessandria
- Asti
- Biella San Paolo
- Cuneo
- Domodossola
- Novara
- Verbania-Pallanza
- Vercelli

### Puglia

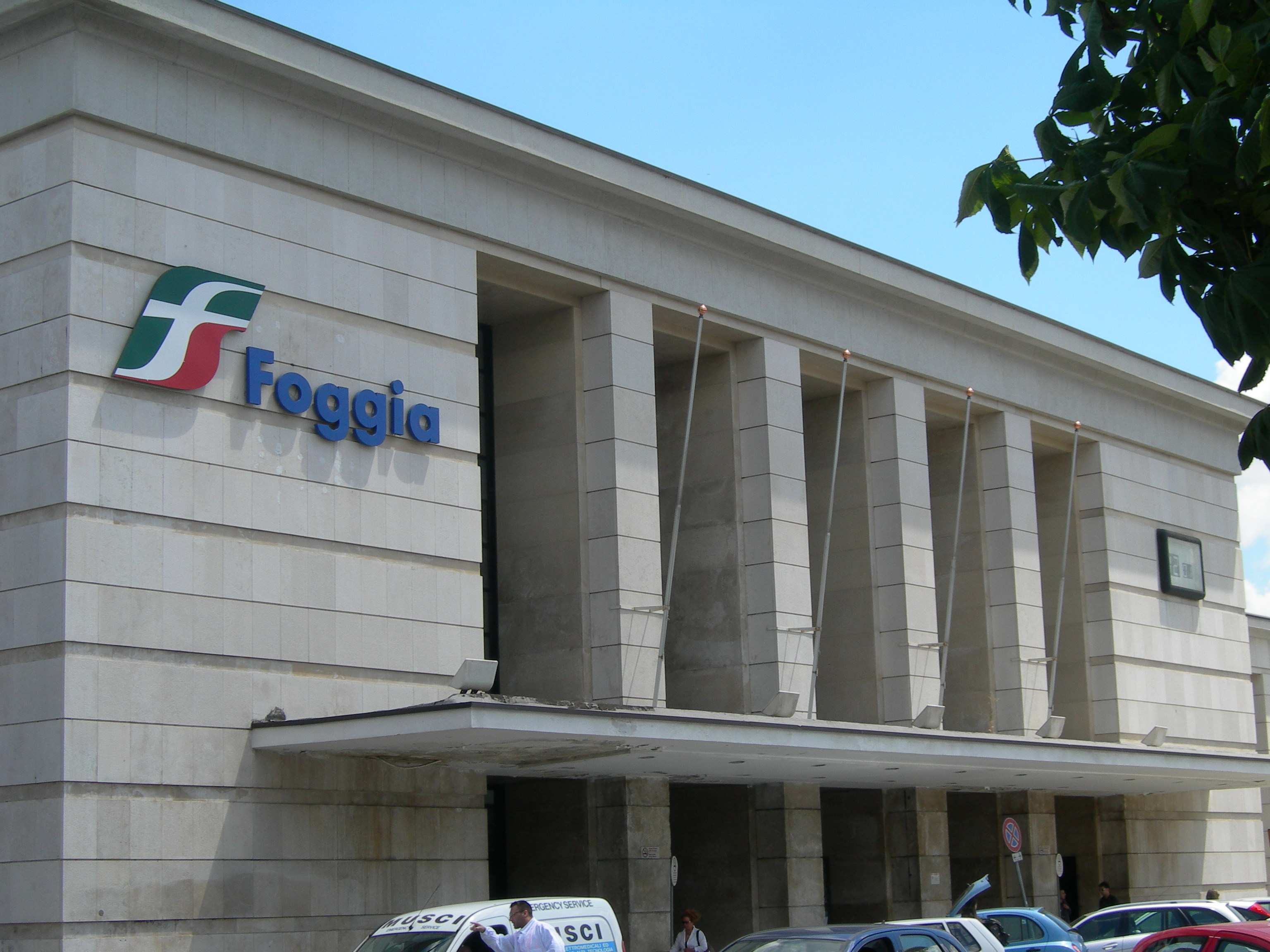
Foggia, Puglia

5 stazioni:
- Barletta
- Brindisi
- Foggia
- Lecce
- Taranto

### Sardegna

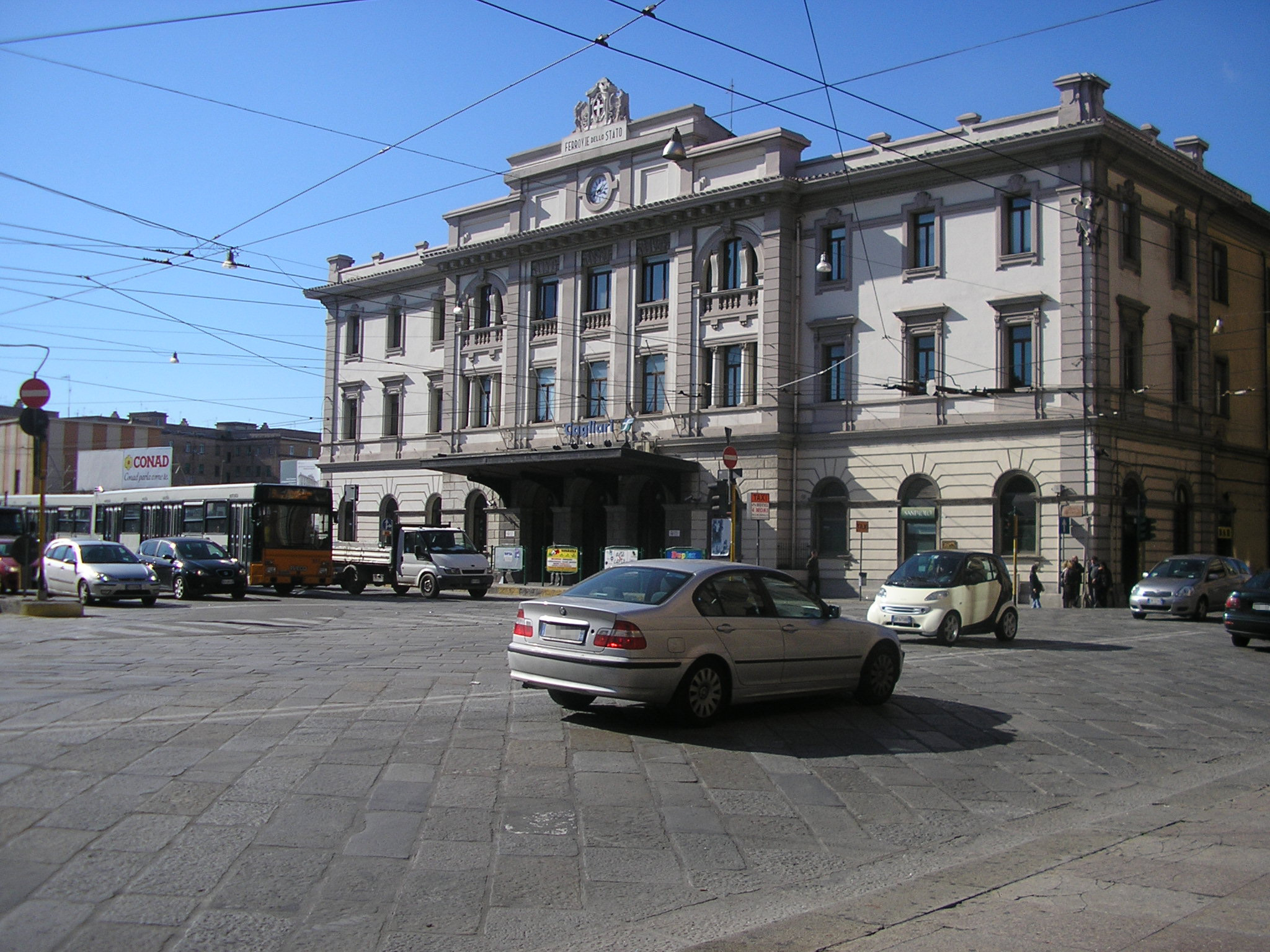
Cagliari, Sardegna

1 stazione:
- Cagliari

### Sicilia

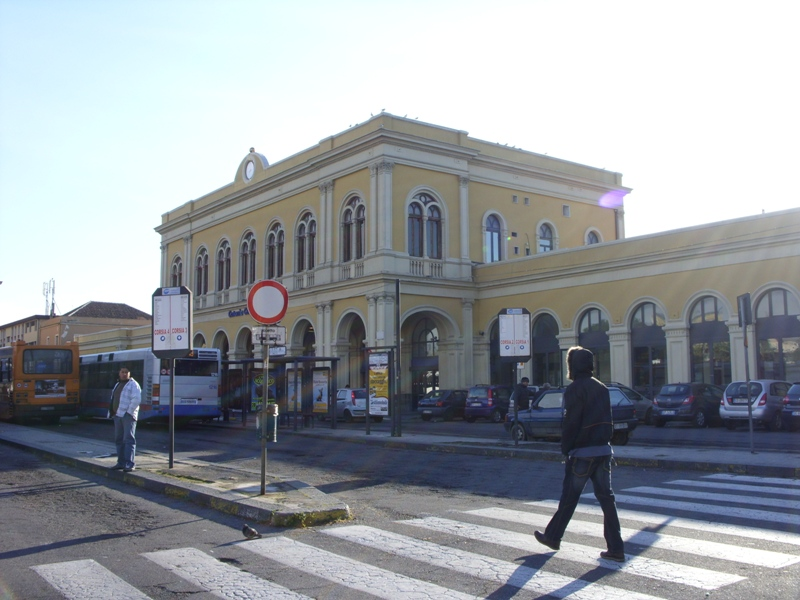
Catania Centrale, Sicilia

3 stazioni:
- Palermo Notarbartolo
- Catania Centrale
- Messina Centrale

### Toscana
9 stazioni:
- Arezzo
- Grosseto
- Livorno Centrale
- Lucca
- Massa Centro
- Pisa Centrale
- Pistoia
- Prato Centrale
- Siena

### Trentino-Alto Adige
3 stazioni:
- Bolzano
- Rovereto
- Trento

### Umbria

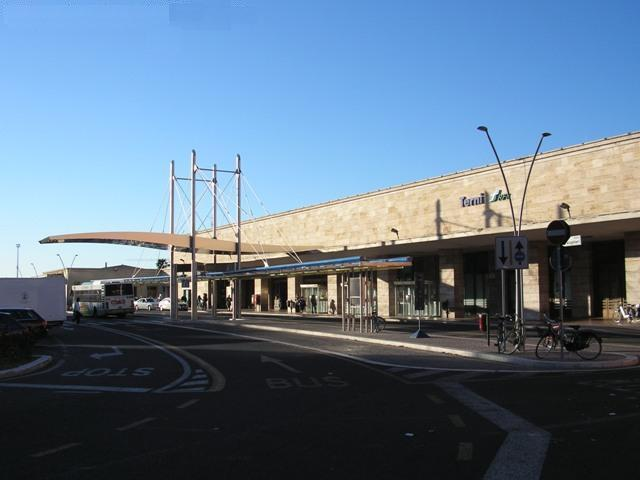
Terni, Umbria

4 stazioni:
- Assisi
- Foligno
- Perugia
- Terni

### Valle d'Aosta
1 stazione:
- Aosta

### Veneto

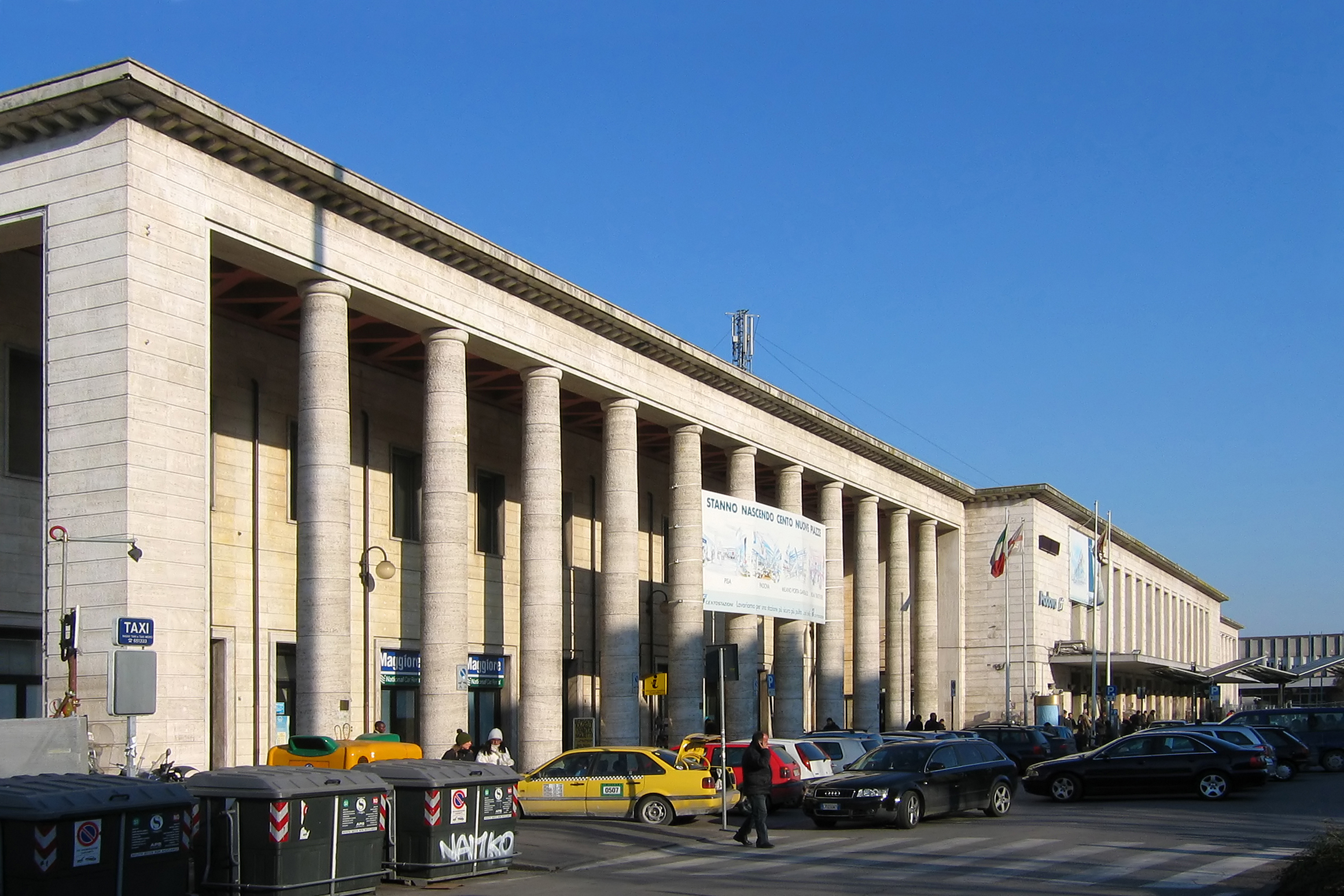
Padova, Veneto

6 stazioni:
- Belluno
- Castelfranco Veneto
- Padova
- Rovigo
- Treviso Centrale
- Vicenza